# (2222) Lermontov

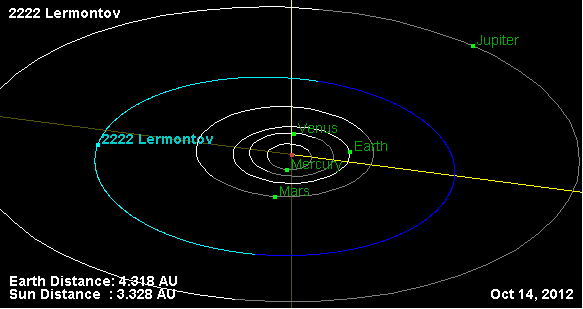
Órbita del asteroide Lermontov

(2222) Lermontov es un asteroide perteneciente al cinturón de asteroides, descubierto el 19 de septiembre de 1977 por Nikolái Stepánovich Chernyj desde el Observatorio Astrofísico de Crimea (República de Crimea).

## Designación y nombre
Designado provisionalmente como 1977 ST1. Fue nombrado Lermontov en honor al poeta romántico ruso Mijaíl Lérmontov.